# Seeskorpion

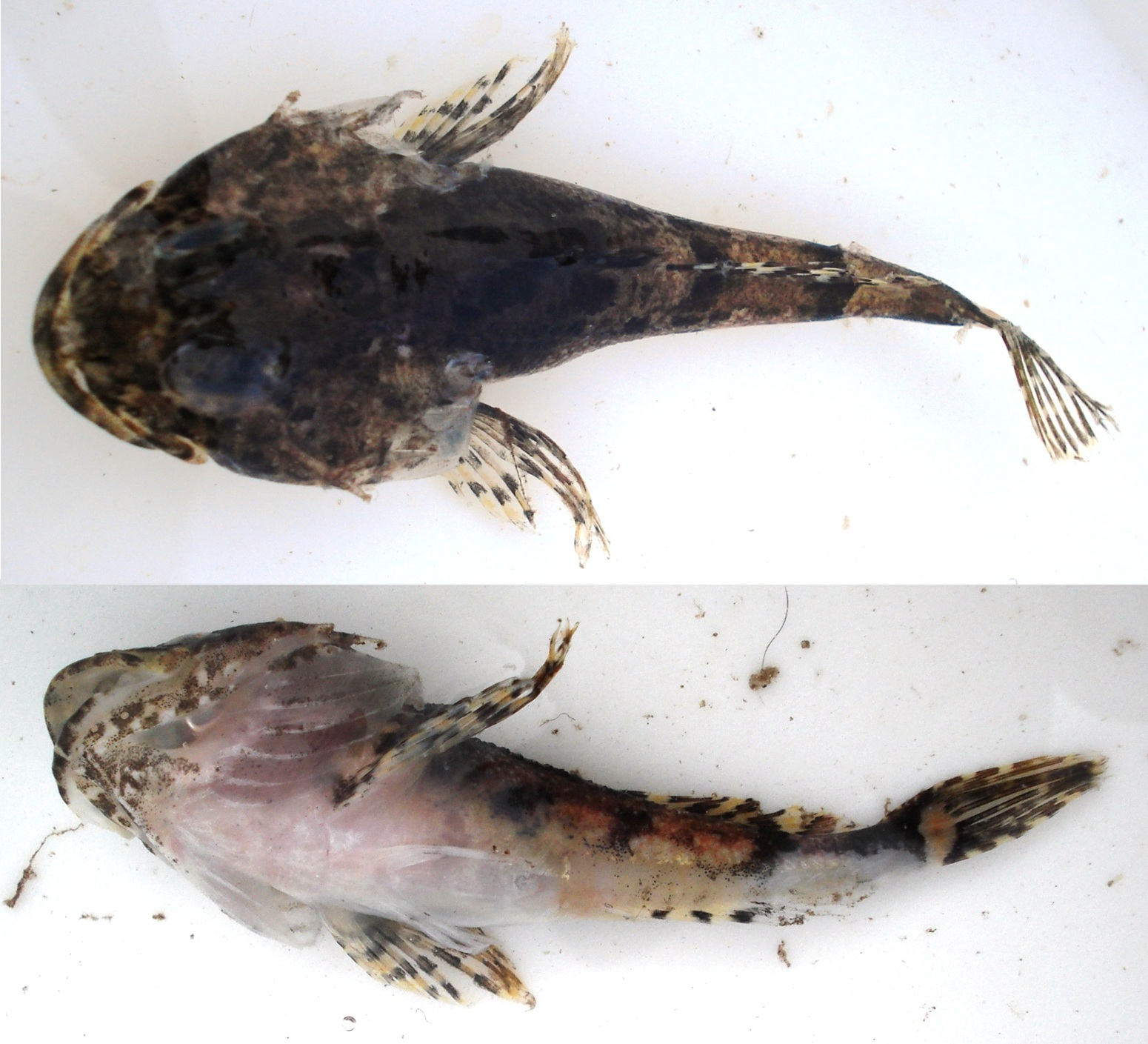
Seeskorpion – totes Jungtier

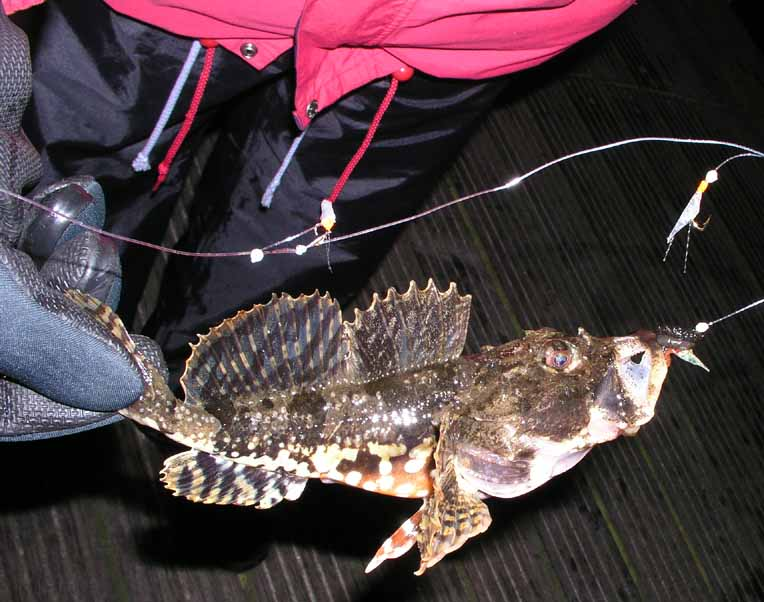
Kleiner Seeskorpion an einer Paternosterangel

Der Seeskorpion (Myoxocephalus scorpius) ist eine im Nordatlantik lebende Fischart aus der Familie der Dickkopf-Groppen (Psychrolutidae). Sein Verbreitungsgebiet reicht von der Biskaya über das Meer rund um die Britischen Inseln, die Nordsee, die Ostsee, entlang der Küste Norwegens, bis zur südlichen Barentssee und dem Weißen Meer. Außerdem kommt er bei den Färöern, bei Island, an der südöstlichen und westlichen Küste Grönlands, in der Davisstraße, rund um die Baffininsel, an der Küste Labradors, in der Hudson- und James Bay, rund um Neufundland und südlich bis zur Höhe von New York vor. 

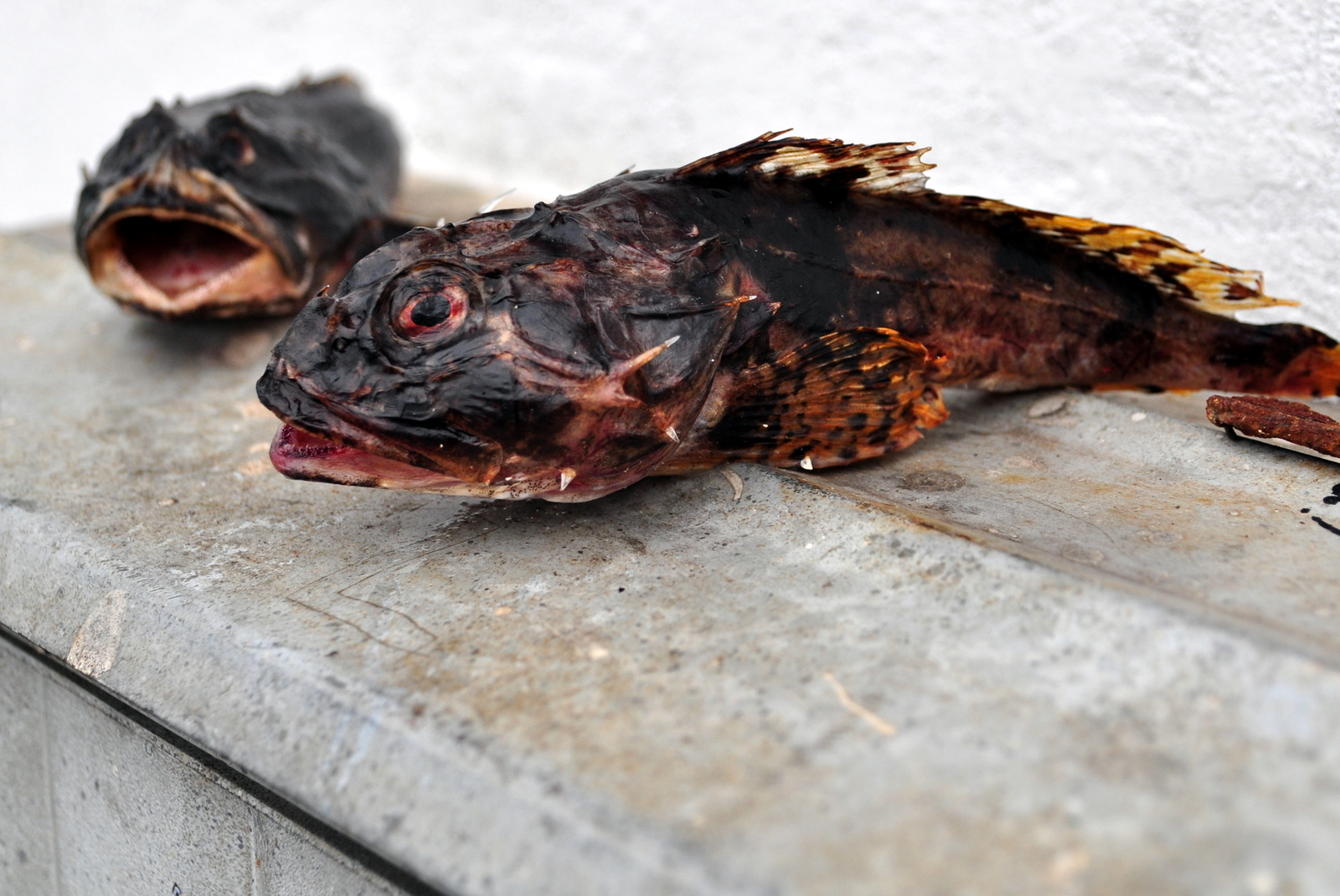
Eingetrocknete Fische auf einer Mauer

Er lebt auf sandigen oder schlammigen Böden zwischen Steinen und Algen von der Niedrigwasserlinie bis in eine Tiefe von 200 Metern. Der meist nachtaktive Raubfisch ernährt sich von Vielborstern, Flohkrebsen, größeren Krebstieren und Fischen.

## Merkmale
Der Seeskorpion kann bis zu 60 Zentimeter lang werden. Sein Kopf ist bullig, sein Maul groß. Der Schädel ist mit zwei Längskielen versehen. Der Vorkiemendeckel ist bestachelt. Der längste Stachel reicht nicht bis zum Hinterrand des Kiemendeckels. Die Schuppen entlang des Seitenlinienorgans haben keine Höcker, die Schuppen oberhalb und unterhalb der Seitenlinie sind rau.
Flossenformel: Dorsale VII–XI/13–19, Anale 9–15

## Fortpflanzung
Die Laichzeit der Seeskorpione ist der Winter. Die Männchen haben zu dieser Zeit einen roten, weißgefleckten Bauch. Die Weibchen werden bei der Paarung vom Männchen mit den großen, rauen Brust- und Bauchflossen umfasst. Es werden etwa 2500, 2 bis 2,5 mm große Eier in Klumpen gelegt. Der Laich wird vom Männchen bewacht, bis die 5 bis 8 mm langen Larven nach 5 Wochen schlüpfen. Die Larven leben zunächst pelagisch, bis sie mit einer Länge von 15 mm zum Bodenleben der ausgewachsenen Fische übergehen. Sie werden mit 2 Jahren geschlechtsreif. Männchen sind dann 14–25 cm lang, Weibchen 15–30 cm.